# Västergötlands runinskrifter 154

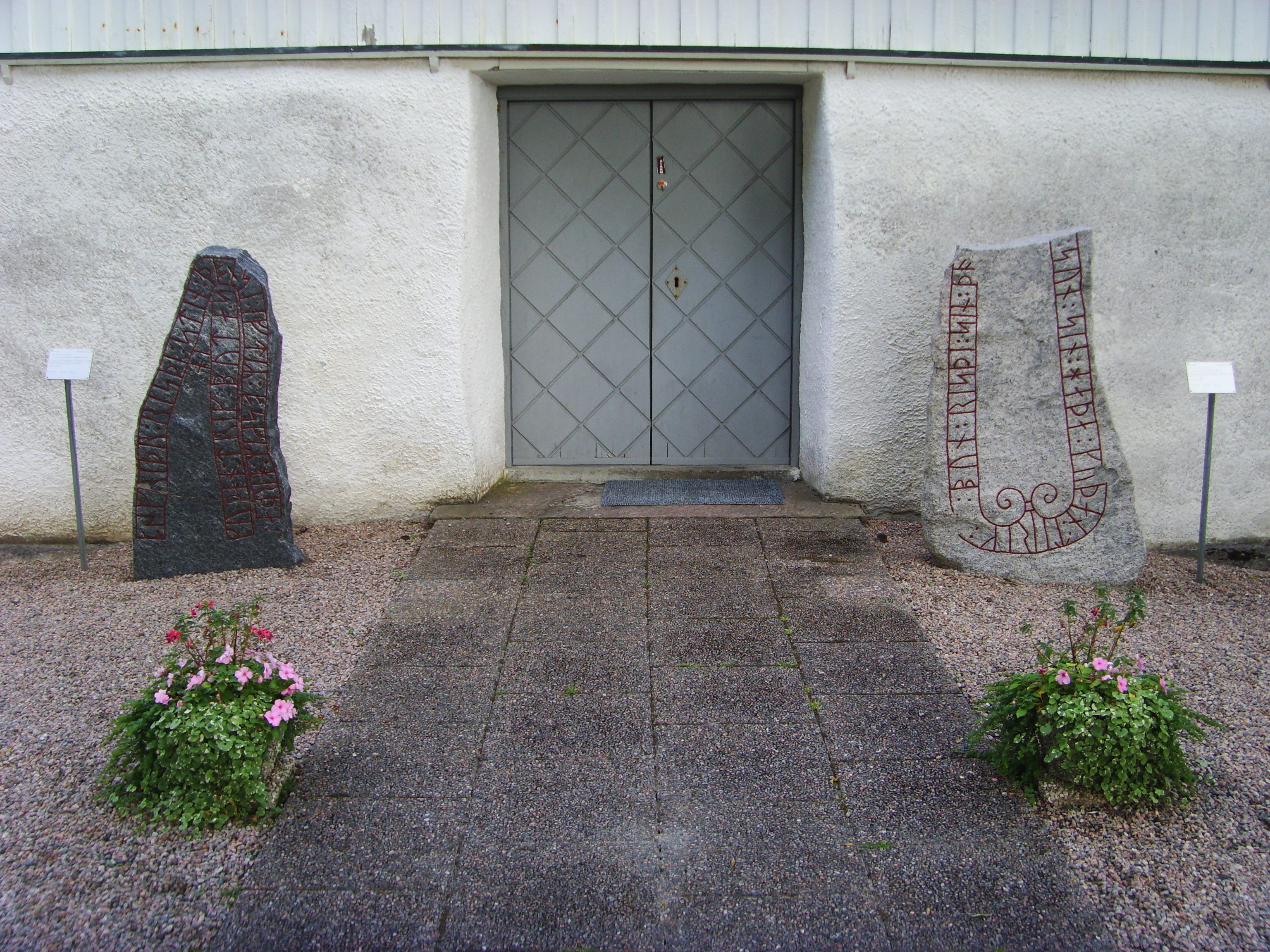
Runstenarna Vg 154 och Vg 153.

Västergötlands runinskrifter 154 är en vikingatida runsten som står rest på Fölene kyrkogård, Fölene socken och Herrljunga kommun. Runstenen är av mörk granit och mäter 1,6 meter gånger 0,8 meter. Runhöjden är 10-12 centimeter. Stenens ramlinjer är grundare huggna än själva inskriften, som är djup och tydlig. Vg 154 har tidigare varit inlagd i Fölene kyrkas mur men plockades ut 1946 och restes på sin nuvarande plats 1947. Stenen står rest direkt till vänster om ingången till Fölene kyrka. Till vänster om ingången står runstenen Vg 153.

## Inskriften
Translitterering av runraden:
osfriþr : risþi : stin : þonsi : eftiʀ : osgiʀ : hrþa : kuþan : trek : buta · sin
Normalisering till runsvenska:
Asfriðr ræisti stæin þannsi æftiʀ Asgæiʀ, harða goðan dræng, bonda sinn.
Översättning till nusvenska:
Åsfrid reste denna sten efter Asger, en mycket dugande man, sin make.